# Terje Vik Schei
Terje Vik Schei (ur. 7 lipca 1974 w Kristiansand), znany również jako Tchort – norweski muzyk, kompozytor i instrumentalista, a także producent muzyczny. Terje Vik Schei znany jest przede wszystkim z wieloletnich występów w zespole Green Carnation, którego był współzałożycielem. Muzyk współpracował ponadto z takimi zespołami jak Blood Red Throne, Carpathian Forest i Emperor. Jako muzyk koncertowy występował wraz z formacją Satyricon.
W latach 90. XX w. odbył karę dwóch lat pozbawienia wolności za napaść z użyciem noża. Żonaty, ma córkę i syna.

## Filmografia
- Once Upon a Time in Norway (2007, film dokumentalny, reżyseria: Pål Aasdal, Martin Ledang)[9]